# Günter Guillaume
Günter Guillaume (Berlino, 1º febbraio 1927 – Petershagen/Eggersdorf, 10 aprile 1995) è stato un agente segreto tedesco.
Fu un agente dell'intelligence dei servizi segreti della Repubblica Democratica Tedesca, la Stasi.

## Biografia
Günter Karl Heinz Guillaume nacque il primo febbraio 1927 in Choriner Straße 31 a Prenzlauer Berg, un quartiere popolare di Berlino. Era l'unico figlio di Karl Ernst Guillaume, un pianista che suonava nei bar e nei teatri (dove forniva musica di sottofondo per i film muti), e Johanna Old Pauline nata Loebe, una parrucchiera. I suoi genitori, che si erano sposati quattro mesi prima della nascita di Günter, erano entrambi originari di Berlino. A causa della combinazione della Grande depressione e dell'introduzione di film sonori, i Guillaume soffrirono difficoltà finanziarie. Queste esperienze resero le politiche estremiste presentate da Adolf Hitler e dal Partito nazista attraenti per Karl Guillaume, che si unì al partito nel marzo 1934. Nel 1944, durante la seconda guerra mondiale, Günter Guillaume fu arruolato come Flakhelfer.
Divenuto, alla fine del conflitto, cittadino della Germania Est, Guillaume emigrò con sua moglie Christel in Germania Ovest nel 1956, con l'ordine di penetrare nel sistema politico occidentale e riportare ogni tipo di informazione al riguardo. Scalò in breve tempo la gerarchia del Partito Socialdemocratico di Germania, diventando uno stretto consigliere dell'allora cancelliere Willy Brandt.

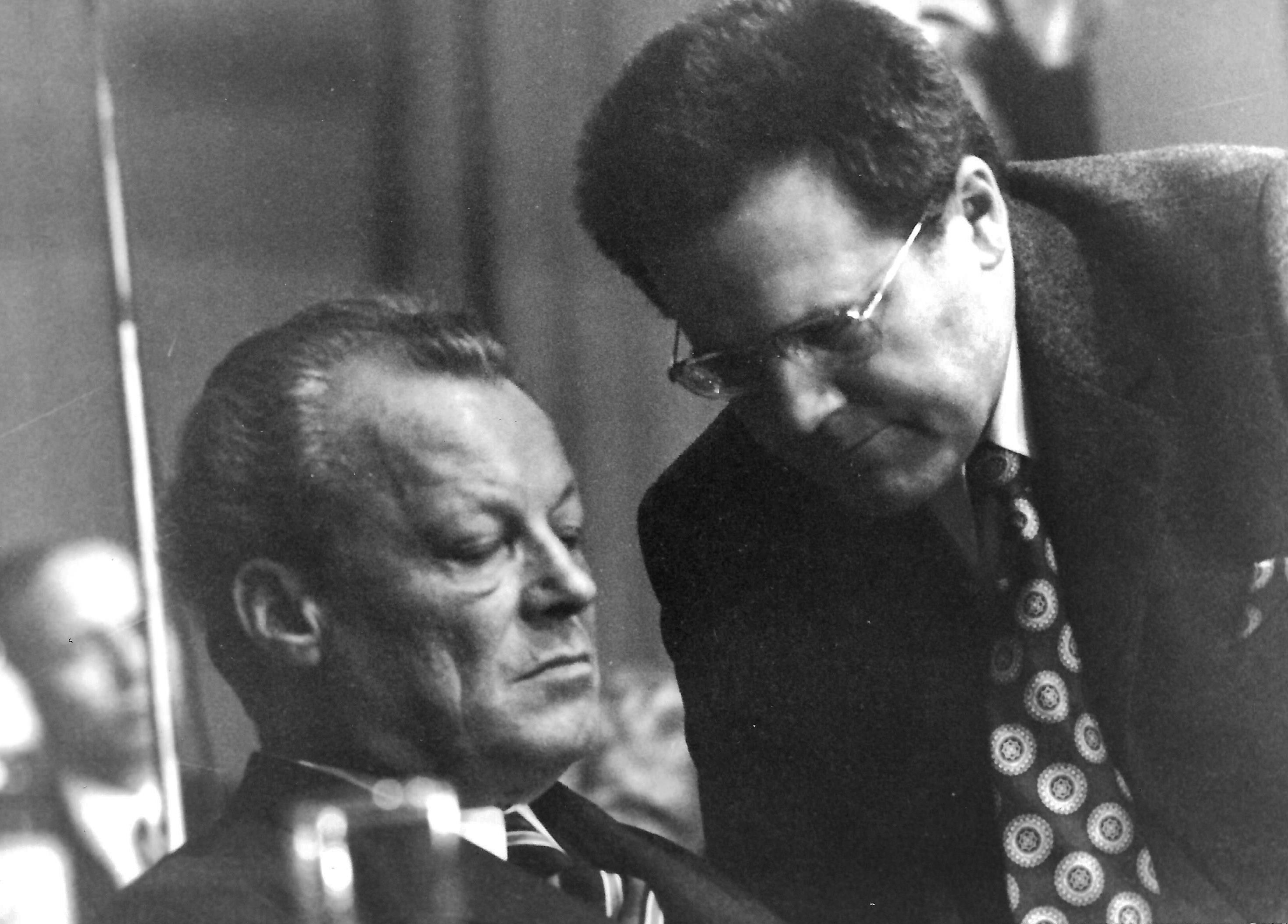
Guillaume con Willy Brandt, 1972-1974

Nel 1974 l'azione di spionaggio di Guillaume a favore del regime della Repubblica Democratica Tedesca venne smascherata dalle autorità occidentali. Lo scandalo che ne derivò portò Brandt alle dimissioni dall'incarico di cancelliere. Guillaume fu condannato a tredici anni di prigione per spionaggio e sua moglie a otto anni. Guillaume fu rilasciato nel 1981 in cambio di altri agenti occidentali catturati nel blocco orientale.
Tornato nella DDR, Guillaume venne celebrato come un eroe. Lavorò poi nell'addestramento di spie e pubblicò una sua biografia, Die Aussage, del 1988. Guillaume, come il maestro dello spionaggio della DDR Markus Wolf, ha sempre affermato che le dimissioni di Brandt non furono da intendersi intenzionali e che una tale operazione va annoverata tra i più grandi errori commessi dalla Stasi.

### Ingresso nella SPD e spionaggio della Cancelleria Federale
Nel 1957 aderì alla SPD. Christel Guillaume (deceduta nel 2004) era segretaria del partito nella sede della SPD dell'Assia meridionale. A partire dal 1964 Guillaume lavorò come funzionario di partito a tempo pieno per la SPD, inizialmente come direttore dell'area SPD a Francoforte e nel 1968 nel consiglio comunale del gruppo della SPD. Nel 1969 Guillaume condusse la campagna elettorale del ministro federale dei trasporti Georg Leber nella circoscrizione di Francoforte, dimostrando un grande talento organizzativo e portando un gran numero di voti al ministro. In seguito a ciò, Guillaume venne nominato relatore nel reparto economico per le politiche finanziarie e sociali dell'Ufficio federale, dove guadagnò la fiducia dei suoi superiori. Nel 1972, in seguito al suo grande contributo lavorativo e alle capacità organizzative, divenne assistente personale del Cancelliere Willy Brandt. Da qui ebbe accesso ai documenti segreti e alle informazioni della cerchia intorno al Cancelliere. Guillaume spiò anche la vita privata di Willy Brandt.